# بيرجريلا نازعة للنترات
بيرجريلا نازعة للنترات (بالإنجليزية: Bergeriella denitrificans)‏ هي نوع بكتيريا من جنس بيرجريلا، بيرجريلا نازعة النترات تم عزلها من الغشاء المخاطي لفم جرذ.